# Robert Kuraszkiewicz
Robert Kuraszkiewicz (ur. 13 września 1968 w Gorzowie Wielkopolskim) – polski polityk, menedżer, przedsiębiorca i publicysta, działacz opozycji demokratycznej w PRL, w latach 2019–2020 prezes Banku Pocztowego.

## Życiorys
Syn Tadeusza i Genowefy. Od 1983 zaangażowany w gorzowski podziemny Ruch Młodzieży Niezależnej, od 1986 do 1988 był jego przewodniczącym; należał również do Ruchu Młodej Polski. Redagował podziemne pisma szkolne „Szaniec” i „Sokół” związane z RMN. W ramach represji był obserwowany i przesłuchiwany przez Służbę Bezpieczeństwa, oskarżano go także o rozpowszechnianie materiałów bezdebitowych oraz zatrzymano na 48 godzin.
Absolwent I Liceum Ogólnokształcącego w Gorzowie Wielkopolskim oraz Wydziału Historycznego Uniwersytetu im. Adama Mickiewicza w Poznaniu. Kształcił się też w zakresie finansów w ramach East Central European Scholaship Program na Uniwersytecie Georgetown i University of Wisconsin–La Crosse, odbywał praktyki w Center for Strategic and International Studies. 
Związał się z prywatnym sektorem, zasiadał w radach nadzorczych takich podmiotów, jak XIV NFI, NFI Progress, KGHM Polska Miedź, Polonia Warszawa. Zajmował stanowisko prezesa oraz członka zarządu przedsiębiorstw z branży energii odnawialnej, outsourcingu oraz nieruchomości, zajmował się także pozyskiwaniem finansowania farm wiatrowych, został szefem Stowarzyszenia Energii Odnawialnej.  
W latach 2016–2019 wiceprezes zarządu Banku Pocztowego, a w latach 2019–2020 prezes zarządu tego banku. 
Zajmował się także publicystyką na tematy krajowe i międzynarodowe, współpracował m.in. z portalem Myśl.pl oraz Nową Konfederacją. Autor dwóch książek, w tym Polityki Nowoczesnego Patriotyzmu oraz Polski w nowym świecie (2021).
W III RP nadal angażował się politycznie, był jednym z założycieli Zjednoczenia Chrześcijańsko-Narodowego. Później kierował wojewódzkimi strukturami ugrupowania Polska Jest Najważniejsza, w wyborach w 2011 otwierał jej lubuską listę okręgową. Po tym, gdy PJN w 2013 współtworzyła Polskę Razem, był pełnomocnikiem tej partii w powiecie grodziskim. W 2015 został wiceprezesem Stowarzyszenia Chrześcijańsko-Narodowego, nawiązującego do tradycji ZChN. W 2022 współtworzył Centrum dla Polski.

## Odznaczenia
Odznaczony Krzyżem Kawalerskim Orderu Odrodzenia Polski (2014) oraz Krzyżem Wolności i Solidarności (2019).